# Субиабре, Гильермо
Гилье́рмо Субиа́бре Асто́рга (исп. Guillermo Subiabre Astorga; 25 февраля 1903 — 11 июля 1964) — чилийский футболист, нападающий. Выступал за клубы «Коло-Коло» и «Сантьяго Уондерерс». В сборной Чили дебютировал в 1926 году на матчах Чемпионата Южной Америки, где забил 2 гола. Выступал на Олимпийских играх 1928 года в Амстердаме, где забил один мяч, а затем произвёл фурор на Чемпионате мира 1930, где в 3-х матчах забил 2 мяча.
| Матчи и голы Гильермо Субиабре за сборную Чили | Матчи и голы Гильермо Субиабре за сборную Чили | Матчи и голы Гильермо Субиабре за сборную Чили | Матчи и голы Гильермо Субиабре за сборную Чили | Матчи и голы Гильермо Субиабре за сборную Чили | Матчи и голы Гильермо Субиабре за сборную Чили | Матчи и голы Гильермо Субиабре за сборную Чили |
| ---------------------------------------------- | ---------------------------------------------- | ---------------------------------------------- | ---------------------------------------------- | ---------------------------------------------- | ---------------------------------------------- | ---------------------------------------------- |
| №                                              | Дата                                           | Место проведения                               | Соперник                                       | Счёт                                           | Голы                                           | Турнир                                         |
| 1                                              | 12 октября 1926                                | Сантьяго, Чили                                 | Боливия                                        | 7:1                                            | 1                                              | Чемпионат Южной Америки по футболу 1926        |
| 2                                              | 17 октября 1926                                | Сантьяго, Чили                                 | Уругвай                                        | 1:3                                            | 1                                              | Чемпионат Южной Америки по футболу 1926        |
| 3                                              | 31 октября 1926                                | Сантьяго, Чили                                 | Аргентина                                      | 1:1                                            | -                                              | Чемпионат Южной Америки по футболу 1926        |
| 4                                              | 3 ноября 1926                                  | Сантьяго, Чили                                 | Парагвай                                       | 5:1                                            | -                                              | Чемпионат Южной Америки по футболу 1926        |
| 5                                              | 27 мая 1928                                    | Амстердам, Нидерланды                          | Португалия                                     | 2:4                                            | 1                                              | Олимпийские игры 1928                          |
| 6                                              | 5 июня 1928                                    | Арнем, Нидерланды                              | Мексика                                        | 3:1                                            | 3                                              | Олимпийские игры 1928                          |
| 7                                              | 8 июня 1928                                    | Роттердам, Нидерланды                          | Нидерланды                                     | 2:2                                            | -                                              | Олимпийские игры 1928                          |
| 8                                              | 16 июля 1930                                   | Монтевидео, Уругвай                            | Мексика                                        | 3:0                                            | -                                              | Чемпионат мира 1930                            |
| 9                                              | 19 июля 1930                                   | Монтевидео, Уругвай                            | Франция                                        | 1:0                                            | 1                                              | Чемпионат мира 1930                            |
| 10                                             | 22 июля 1930                                   | Монтевидео, Уругвай                            | Аргентина                                      | 1:3                                            | 1                                              | Чемпионат мира 1930                            |

Итого: 10 матчей / 8 голов; 5 побед, 2 ничьих, 3 поражения.